# グラマトフィルム・スペキオスム
グラマトフィルム・スペキオスム(Grammatophyllum speciosum)はインドネシア原産の蘭の一種。タイガーオーキッドとも呼ばれる。世界最大の蘭として知られ、株丈は7mを超えることもある。

## 特徴

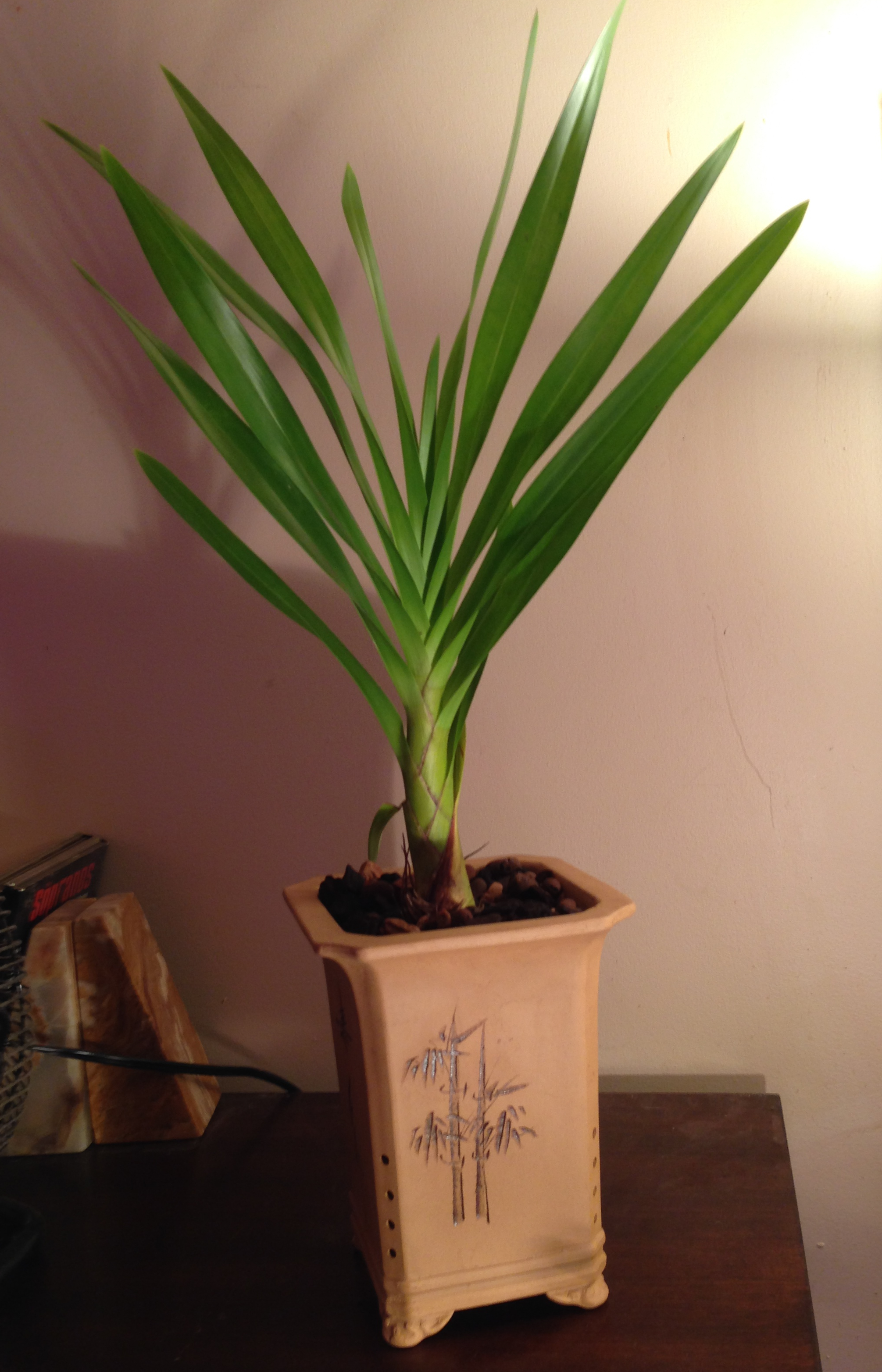
花瓶に入った小さなグラマトフィルム・スペキオスム

この蘭は着生植物であるが、時に岩生にもなる。根の維管束は発達している。円柱状の偽鱗形は約2.5mにもなることもある。株は数百キログラムにもなり、1トンを超えることもある。
花序の形状は総状花序で、高さ3mにわたり10cmほどの大きさの花を80輪ほど咲かせている。花は黄色で、えび茶色から暗い赤色の斑点が見られる。株の下方の花には唇弁が見られないが、花を咲かせている間はにおいを出し続け、送粉者を引き付ける。花は2年から4年の間に最大で2カ月ほどしか咲かない。
原生地はニューギニア島、インドネシア、マレーシア、フィリピンで、熱帯雨林の低地の日の当たる場所に生育している。